# Racovăț, Soroca
Racovăț este un sat din raionul Soroca, Republica Moldova.

## Istorie
Satul este menționat în anul 1646:
„În numele Tatălui și al Fiului și al Sfântului Duh, Treime Sfântă de o ființă și nedespărțită. Iată eu, robul stăpânului meu, Domnului Dumnezeu Mântuitorului nostru Iisus Hristos și închinătorul Treimii, Io Vasile voievod, cu mila lui Dumnezeu, domn al Țării Moldovei. Iată domnia mea am binevoit cu a noastră bună învoire, cu curată și luminată milă din tot sufletul nostru cu ajutorul lui Dumnezeu, râvnind altor sfânt răposați domni ce au fost înaintea noastră, care au dat și au întărit sfintelor mănăstiri.

Pentru aceea, și domnia mea am dat și am întărit rugătorilor noștri călugări de la sfântă mănăstire numită Golăe, ... , și am dat și am întărit de la noi un sat, anume Voșca, în ținutul Soroca, pe Nistru, ...

Și de asemenea, dăm și întărim rugătorilor noștri mai sus scriși satul Vasilcău, iarăși în acel ținut, pe Nistru, ...

Pentru aceea, să fie lor și de la noi, cu tot venitul.

Iar hotarul acelui sat, Vasilcău, din partea de sus se împarte cu hotarul Trifăuților, iar din partea din jos se împarte cu hotarul Racovățului, iar dinspre alte părți după vechiul său hotar, pe unde din veac au folosit.

...

A scris Patrașco, în Iași, la anul 7155 <1646>, luna septembrie, 17 zile.”

## Geografie
Este situat în sud-estul raionului, la o distanță de 12 km de centrul raional și la 136 km distanță de Chișinău. Moșia satului este situată pe malul drept al Nistrului, pe teritoriul acestuia predominând solurile de cernoziom. Se învecinează la nord cu Vasilcău, la nord-vest cu Alexandru cel Bun, la vest cu Redi-Ceresnovăț, la sud-vest Stoicani, la sud cu Slobozia-Cremene și la sud-est cu Vărăncău.

## Demografie

### Structura etnică
Structura etnică a satului conform recensământului populației din 2004:
| Grup etnic         | Populație | % Procentaj |
| ------------------ | --------- | ----------- |
| Moldoveni / Români | 3.757     | 99,66%      |
| Ucraineni          | 7         | 0,19%       |
| Ruși               | 4         | 0,11%       |
| Găgăuzi            | 1         | 0,03%       |
| Bulgari            | 1         | 0,03%       |
| Total              | 3.770     | 100%        |

## Administrație și politică
Componența Consiliului local Racovăț (13 consilieri), ales la 5 noiembrie 2023, este următoarea:
|  | Partid                                       | Consilieri | Componență | Componență | Componență | Componență | Componență | Componență | Componență |
|  | -------------------------------------------- | ---------- | ---------- | ---------- | ---------- | ---------- | ---------- | ---------- | ---------- |
|  | Platforma Demnitate și Adevăr                | 7          |            |            |            |            |            |            |            |
|  | Partidul Socialiștilor din Republica Moldova | 4          |            |            |            |            |            |            |            |
|  | Partidul Acțiune și Solidaritate             | 2          |            |            |            |            |            |            |            |

## Personalități

### Născuți în Racovăț
- Valerian Fedco (1937 – 2010), profesor și doctor sovietic și rus în științe tehnice (domeniul sudării);
- Patrocl Porombac (n. 1976), episcop.